# Fort Laramie

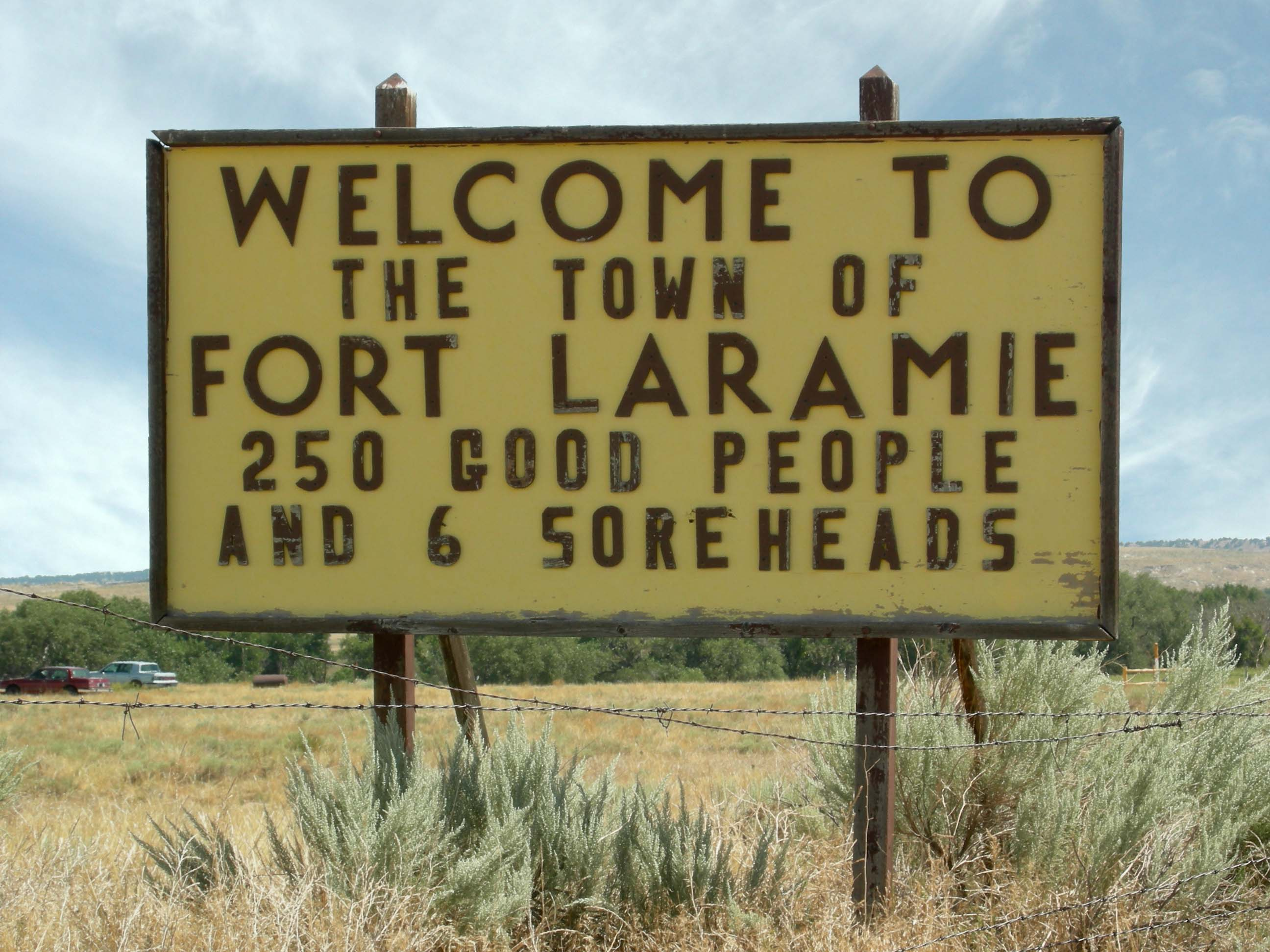
Bord nabij Fort Laramie

Fort Laramie is een plaats (town) in het oosten van de Amerikaanse staat Wyoming, en valt bestuurlijk gezien onder Goshen County. Fort Laramie is vernoemd naar het historische Fort Laramie, in de 19e eeuw een belangrijk militair en logistiek knooppunt. Tegenover Fort Laramie, dat 2 km ten zuidoosten van deze plaats ligt, stroomt de Laramie River in de North Platte. De Oregon Trail liep langs deze plaats.

## Demografie
Bij de volkstelling in 2000 werd het aantal inwoners vastgesteld op 243. In 2006 is het aantal inwoners door het United States Census Bureau geschat op 229, een daling van 14 (-5,8%).

## Geografie
Volgens het United States Census Bureau beslaat de plaats een oppervlakte van 0,7 km², geheel bestaande uit land. Fort Laramie ligt op ongeveer 1292 m boven zeeniveau.

## Plaatsen in de nabije omgeving
De onderstaande figuur toont nabijgelegen plaatsen in een straal van 48 km rond Fort Laramie.